# South of Heaven
South of Heaven —en español: Sur del cielo— es el cuarto álbum de estudio de la banda estadounidense de thrash metal Slayer. Fue lanzado al mercado el 11 de julio de 1988, siendo el segundo álbum producido por Rick Rubin, después del exitoso Reign in Blood, que supuso un cambio evolutivo en el sonido de la banda, más lento y melódico.
South of Heaven fue el segundo álbum de Slayer en entrar en la lista de álbumes del Billboard 200, además del último en ser lanzado por el sello Def Jam Recordings, aunque se convirtió en una producción de American Recordings, después de que Rick Rubin acabara su asociación con Russell Simmons, cofundador de la discográfica y actual dueño de Russell Simmons Music Group. Fue uno de sólo dos álbumes de Def Jam en ser distribuido por Geffen Records a través de Warner Bros. Records porque su distribuidor original, Columbia Records, se negó a trabajar con la banda.
Llegó al puesto número 57 de la lista de álbumes y en 1992 fue certificado oro por la RIAA en Estados Unidos. Con la idea de cambiar la pauta de los anteriores álbumes de la banda, Slayer deliberadamente ralentizó el tempo del álbum. En contraste con los anteriores, la banda usó guitarras sin distorsión y bajó el tono de las partes cantadas. Mientras que algunos críticos alabaron este cambio, otros estuvieron decepcionados. A pesar de todo, las canciones «Mandatory Suicide» y «South of Heaven» son temas habituales en los conciertos de la banda.

## Antecedentes
South of Heaven fue grabado en Los Ángeles, California con el productor de Reign in Blood, Rick Rubin. El periodista de PopMatters Adrien Begrand dijo que la producción de Rubin "pone la batería de Lombardo al frente de toda la mezcla". El guitarrista Jeff Hanneman ha dicho que South of Heaven es el único álbum en el que los miembros de la banda dialogaron antes de componerlo. Conscientes de que no podían superar "Reign in Blood", y que cualquier cosa que grabaran "sería comparado con ese álbum", pensaron que "tenían que desacelerar", algo que Slayer nunca había hecho en sus álbumes, ni han vuelto a hacer desde entonces. El guitarrista Kerry King citó la necesidad de "mantener a la gente adivinando" como otra razón de este cambio musical. "A fin de contrastar el asalto agresivo presente en Reign in Blood, Slayer ralentizó conscientemente el tempo del álbum completo", según la biografía oficial de Slayer. "También añadieron elementos como guitarras sin distorsionar y estilos vocales bajados de tonalidad nunca oídos en álbumes previos".
King desde entonces ha sido crítico con su participación en el álbum, que describe como en el que está "más ausente". King lo atribuye a que se acababa de casar y de mudarse a Phoenix, Arizona. Describiéndose a sí mismo como "el que estaba fuera de lugar en ese punto", admitió que "por eso no participó tanto". Hanneman dijo: "atravesamos épocas de sequía a veces, pero lo bueno de tener dos guitarristas que componen es que nunca te vas a quedar sin nada. Supongo que en ese momento, King estaba atravesando una sequía". King también ha sido crítico con el álbum en general, describiéndolo como uno de los que menos le gusta de Slayer. Siente que el vocalista Tom Araya se apartó demasiado de su estilo habitual y que "añadió demasiado canto". El batería Dave Lombardo ha dicho: "había fuego en todos los álbumes, pero comenzó a apagarse cuando South of Heaven entró en escena. Y eso soy yo personalmente. Igual estaba esperando algo más".
La canción "Dissident Aggressor" de Judas Priest es el único cover en aparecer en un álbum de estudio de Slayer. Se eligió esta canción debido a sus letras relacionadas con la guerra. Hanneman describió la canción como "una de esas canciones raras que mucha gente no conoce, pero era una de las favoritas de Kerry y mío, así que escogimos esa". Mientras tanto, "Cleanse the Soul" ha sido criticada duramente por King, que ha llegado a decir que odia esa canción: "Es uno de los puntos negros de nuestra historia, en mi libro. Creo que es jodidamente horrible. [Risas] Odio el riff de apertura. Es lo que llamamos 'un riff feliz'. Es como 'la-lala-la-la-la'. No me veo tocándola, pero después de eso, cuando se vuelve más dura, me gusta esa sección. Si alguna vez hiciera un medley, incluiría esa parte".
En noviembre de 2003, Slayer editó la caja recopilatoria Soundtrack to the Apocalypse. Consta de tres CD y un DVD. En el tercer disco, que consta de rarezas, aparece una versión previa de "South of Heaven", grabada en casa de Hanneman.

## Fotografía y portada
El diseño de la portada, al igual que el anterior de Reign in Blood, fue hecho por Larry Carroll. El fotógrafo Glen E. Friedman tomó la fotografía promocional en la época de Reign in Blood (1986), que finalmente se convirtió en la contraportada del álbum. Lombardo sintió que hacía parecer que Slayer "había madurado un poco", mientras que Friedman dijo que "es una contraportada genial" y "una de las fotografías de Slayer más clásicas de todos los tiempos".

## Recepción
South of Heaven se puso a la venta el 5 de julio de 1988 y fue el último en ser distribuido por Def Jam Records. Cuando los fundadores del sello Russell Simmons y Rick Rubin se separaron, Slayer firmó con el nuevo sello de Rubin, Def American Recordings. El álbum llegó al puesto número 57 de la lista de álbumes Billboard 200, y el 20 de noviembre de 1992, se convirtió en el segundo álbum de Slayer en ser certificado oro en Estados Unidos por la RIAA. South of Heaven fue certificado plata por la BPI en el Reino Unido el 1 de enero de 1993, siendo el primer certificado de ventas obtenido por Slayer en ese país.
En la biografía oficial de Slayer se dice que "algunos críticos alabaron el álbum diciendo que demostraba el deseo de Slayer de crecer musicalmente y evitar repetirse". Alex Henderson de Allmusic describe el álbum como "inquietante y potente", mientras que Joe Matera de Ultimate Guitar considera el álbum como un desvío, pero solo ligero; escribiendo que mientras se había ralentizado, "no sacrificaba nada de la potencia inherente a la música de Slayer".
En la reseña de la caja recopilatoria de 2003, Soundtrack to the Apocalypse, Adrien Begrand de PopMatters describe el álbum como "el más infravalorado, y en esta recopilación, sus cinco selecciones muestran la alta opinión de la banda respecto al álbum". Peter Atkinson de KNAC.com también hizo una reseña positiva, diciendo que el álbum tiene una "grandiosidad e imponente presencia" que lo convierte en "algo magnífico". Ola Lindgren de la banda Grave y Karl Willetts de Bolt Thrower ambos mencionan a South of Heaven entre los cinco mejores álbumes de la historia, mientras que Max Kolesne de la banda de death metal brasileña Krisiun recuerda cuando escuchó la canción "Silent Scream" por primera vez: "Me hizo estallar. Ese rápido doble pedal, golpes de bombo rápidos durante toda la canción. Fue una gran inspiración para mi". Hablando sobre Slayer en una entrevista de octubre de 2007, el líder de la banda Evile, Matt Drake dijo que mientras Reign in Blood "era sólo velocidad", South of Heaven probaba que la banda era capaz de componer "material lento también".
En contraposición, Kim Neely de Rolling Stone desechó el álbum como "genuinas estupideces ofensivas de satanismo".
La biografía oficial de Slayer dice: "los nuevos sonidos decepcionaron a algunos seguidores de la banda que estaban más acostumbrados al estilo de lanzamientos anteriores". Michael Roberts de Westworld Online dijo que esto se debía a que algunas canciones se movían "a la lenta velocidad de Black Sabbath". Araya comentó que "el álbum tuvo éxito tardío —no fue bien recibido, pero después todos lo asimilaron".

## Versiones
Las canciones "South of Heaven" y "Mandatory Suicide" han sido versionadas en muchas ocasiones, sobre todo en álbumes de tributo a Slayer. Toni Ferguson grabó adaptaciones con cuartetos de cuerda de ambas en el álbum The String Quartet Tribute to Slayer: The Evil You Dread, siendo la primera de ellas descrita por Johnny Loftus de Allmusic como repleta de "cambios de acordes amenazantes".
El álbum de tributo a Slayer de 1995 Slatanic Slaughter contiene tres pistas de South of Heaven, "South of Heaven", "Mandatory Suicide" y "Spill the Blood" interpretadas por Cemetary, Crown of Thorns y Grope respectivamente. Su continuación de 1998 Slatanic Slaughter, Vol. 2 contiene dos canciones del álbum; "Silent Scream" versionada por Vader y "Read Between the Lies" interpretada por Anathema. Straight to Hell: A Tribute to Slayer de 1999 contiene cuatro canciones originalmente de este álbum, dos versiones de "South of Heaven" interpretadas por Venom y Electric Hellfire Club, "Mandatory Suicide" adaptada por Chapter 7 y "Behind the Crooked Cross" interpretada por Gigantor. El álbum tributo argentino de 2006 Al Sur Del Abismo (Tributo Argentino A Slayer) contiene versiones de "South of Heaven" y "Mandatory Suicide" interpretadas por Nafak y Climatic Terra respectivamente. Hatebreed ha hecho una versión de "Ghosts of War" para su álbum lanzado el 5 de mayo de 2009 For the Lions, del cual también se lanzó un videoclip.
"South of Heaven" también ha sido versionada por Integrity 2000, Pro-Pain, y Universe Eye.
La banda polaca de death metal Decapitated versionó la canción "Mandatory Suicide" en su primer álbum Winds of Creation. En 2003, "Silent Scream", fue versionada por Children of Bodom en su álbum Hate Crew Deathroll.

## Actuaciones en vivo
Dos canciones del álbum ("Mandatory Suicide" y "South of Heaven") se interpretan en prácticamente todos los conciertos de Slayer, además de aparecer en los DVD Live Intrusion, War at the Warfield, y Still Reigning, el disco extra de la edición deluxe de Soundtrack to the Apocalypse, y en el doble álbum en directo Decade of Aggression. Lombardo actuó como invitado con la banda finesa de violonchelistas Apocalyptica en un medley en directo en el festival Headbanger’s Heaven de Holanda interpretando esas mismas dos canciones. Adrien Begrand de PopMatters describió "South of Heaven" como "una, en teoría, poco ortodoxa apertura para un concierto", añadiendo en una reseña de un concierto que "la canción tuvo el efecto de una bomba detonando en aquél lugar: se proyectaron docenas de cruces invertidas detrás de la batería, y entraron las poderosas notas iniciales, seguidas de una obertura de bajo, címbalos, y rellenos de timbales, para ir lentamente crescendo". Lombardo recuerda haber escuchado una interpretación en vivo de "South of Heaven" y pensar '¡Hombre! Hay tanto groove en esa canción.' A mis hijos les decía, '¡Escuchad eso! ¡Escuchad como de groovy es eso!' Y es tan heavy". Una versión en directo de la pista aparece en el álbum promocional JÄGERMUSIC Rarities 2004, entregado a los asistentes del Jägermeister Music Tour de 2004.
Una interpretación en vivo de "South of Heaven" también se incluye en el DVD extra entregado con la reedición de su noveno álbum de estudio Christ Illusion, grabada en Vancouver, Columbia Británica durante la gira de 2006 The Unholy Alliance.
"Behind the Crooked Cross" raramente se toca en directo ya que Hanneman dice odiar la canción, aunque King siempre la ha querido tocar "porque tiene una intro genial" aun sin ser una de sus favoritas. King dijo "eso está bien" hablando de la situación, diciendo que "hay canciones que él quiere tocar y yo digo que no". "Ghosts of War" tampoco es una de las favoritas de King, aunque admite que "todo el mundo la quiere oír" en directo. Confesó; "Me gusta el final, sabes, me gusta esa parte pesada y siempre digo, 'Pongamos esa última parte al final de «Chemical Warfare» y toquemos sólo esa mitad.' Pero nunca conseguí que se hiciera".
Slayer ha jugado con la idea de crear una lista de canciones para un concierto repleto de canciones de South of Heaven y Seasons in the Abyss, aunque Hanneman ha dicho que no se ha "considerado seriamente". Metal Maniacs preguntó a Slayer en una entrevista de 2006 si habían considerado tocar South of Heaven siguiendo los pasos de su gira de Still Reigning, a lo que Araya contestó, "se está convirtiendo en algo que está de moda. No sé. Tenemos álbumes muy buenos, pero no creo que volvamos a hacer eso." King estaba igual de inseguro, comentando, "probablemente no. Y simplemente no me gusta el número suficiente de canciones de South of Heaven".

## Lista de canciones
| N.º | Título                                        | Letras      | Música                      | Duración |  |
| 1.  | «South of Heaven»                             | Tom Araya   | Jeff Hanneman               | 5:00     |  |
| 2.  | «Silent Scream»                               | Araya       | Hanneman, Kerry King        | 3:04     |  |
| 3.  | «Live Undead»                                 | King, Araya | Hanneman                    | 3:50     |  |
| 4.  | «Behind the Crooked Cross»                    | Hanneman    | Hanneman                    | 3:12     |  |
| 5.  | «Mandatory Suicide»                           | Araya       | Hanneman, King              | 4:03     |  |
| 6.  | «Ghosts of War»                               | King        | Hanneman, King              | 3:54     |  |
| 7.  | «Read Between the Lies»                       | King, Araya | Hanneman                    | 3:21     |  |
| 8.  | «Cleanse the Soul»                            | King, Araya | Hanneman                    | 3:01     |  |
| 9.  | «Dissident Aggressor» (cover de Judas Priest) | Rob Halford | K. K. Downing, Glenn Tipton | 2:34     |  |
| 10. | «Spill the Blood»                             | Hanneman    | Hanneman                    | 4:48     |  |

## Personal

### Banda
- Tom Araya - vocalista, bajista
- Jeff Hanneman - guitarrista
- Kerry King - guitarrista
- Dave Lombardo - batería

### Otros
- Rick Rubin - productor, productor ejecutivo
- Larry Carroll, Howard Schwartzberg - ilustraciones
- Douglas Day - diseño
- Barry Diament, Howie Weinberg - masterización
- Steven Ett, Peter Kelsey - ingeniería de sonido
- Glen E. Friedman - fotografía
- Andy Wallace - ingeniería, mezclas